# Vince Dundee
Vince Dundee, de son vrai nom Vincenzo Lazzaro, est un boxeur américain né le 22 octobre 1907 à Baltimore, Maryland, et mort le 27 juillet 1949.

## Carrière
Passé professionnel en 1923, il devient champion du monde des poids moyens NBA & NYSAC le 30 octobre 1933 en battant aux points Lou Brouillard. Dundee s'incline dès la 3e défense de ses titres face à Teddy Yarosz le 11 septembre 1934. Il met un terme à sa carrière en 1937 sur un bilan de 119 victoires, 20 défaites et 14 matchs nuls.